# Plinisk udbrud
Plinisk udbrud eller vesuvisk udbrud er vulkanudbrud, der er præget af deres lighed med udbruddet af Vesuv i 79 e.Kr., som ødelagde de gamle romerske byer Herculaneum og Pompeji. Udbruddet blev beskrevet i et brev skrevet af Plinius den Yngre, efter hans onkel Plinius den Ældres død.
Et plinisk/vesuviansk udbrud er markeret af søjler af vulkansk affald og varme gasser, der kastes højt ind i stratosfæren, det andet lag af Jordens atmosfære. De vigtigste egenskaber er udstødning af store mængder pimpsten og meget kraftige kontinuerlige gasdrevne udbrud.
Korte udbrud kan ende på mindre end et døgn, men længere begivenheder kan fortsætte i flere dage eller måneder. De længere udbrud begynder med produktion af skyer af vulkansk aske, nogle gange med pyroklastiske bølger. Mængden af udspyet magma kan være så stor, at den udtømmer magmakammeret nedenfor, hvilket får toppen af vulkanen til at kollapse, hvilket resulterer i en caldera. Fin aske og pulveriseret pimpsten kan aflejre sig over store områder. Pliniske udbrud ledsages ofte af høje lyde, såsom dem, der genereredes af Krakatoas udbrud i 1883. Den pludselige udladning af elektricitet akkumuleret i luften omkring den stigende søjle af vulkansk aske forårsager også ofte lynnedslag som afbildet af den engelske geolog George Julius Poulett Scrope i hans maleri fra 1822 eller observeret under Hunga Tonga–Hunga Ha'apais udbrud og den følgende tsunami 2022.
Lavaen er normalt dacitisk eller rhyolitisk, rig på silica. Basaltiske lavaer med lavt silica producerer sjældent pliniske udbrud, medmindre specifikke betingelser er opfyldt (lavt magmavandindhold <2%, moderat temperatur og hurtig krystallisation);  et nyligt basaltisk eksempel er udbruddet i 1886 af Mount Tarawera på New Zealands nordø.

## Plinius' beskrivelse
Plinius beskrev sin onkels involvering fra den første observation af udbruddet:
Plinius den Ældre satte sig for at redde ofrene fra deres farefulde position ved kysten af Napoli-bugten og søsatte sine galajer og krydsede bugten til Stabiae (nær den moderne by Castellammare di Stabia). Plinius den Yngre gav en beretning om hans død og foreslog, at han kollapsede og døde ved at indånde giftige gasser udsendt fra vulkanen. Hans lig blev fundet nedgravet under asken fra udbruddet uden synlige skader den 26. august, efter at fanen var spredt, hvilket bekræftede kvælning eller forgiftning.

## Eksempler
- Long Valley Caldera-udbruddet i det østlige Californien, USA, som skete for over 760.000 år siden.
- Udbrud 10.950 f.Kr. ved Laach-søen i Rheinland-Pfalz, Tyskland .
- Udbruddet i 4860 f.Kr. dannede Crater Lake i Oregon, USA.
- Thera-udbruddet i 1645 f.Kr. i det sydlige Ægæiske Hav, Grækenland.
- Udbrud af Bridge River Vent i British Columbia, Canada 400-tallet f.Kr.
- Vesuv-bjergets udbrud i Pompeji i Italien i 79 e.Kr. Det var det prototypiske Plinianske udbrud.
- Paektu-bjergets udbrud i 946 i Kina / Nordkorea.
- Udbruddet 1257 af Mount Samalas i Lombok, Indonesien .
- Huaynaputinas udbrud i 1600 i Peru.
- Udbruddet i 1991 af Mount Pinatubo i Zambales, Central Luzon, Filippinerne.
- Udbruddet af Sarytsjev-toppen i juni 2009 i Rusland.
- Puyehue-Cordón Caulle-udbruddet 2011-2012 i Chile.
- Udbruddet i 2014 af Tungurahua-vulkanen i Cordillera Oriental i Ecuador .
- Udbruddet i 2020 af Taal Volcano i Filippinerne.
- Udbruddet i 2022 af Hunga Tonga-Hunga Ha'apai i Tonga.